# Ansar Razak
Ansar Razak (18 gennaio 1974 – 30 dicembre 1998) è stato un calciatore indonesiano, di ruolo attaccante.

## Carriera

### Club
Ha giocato nella prima divisione indonesiana.

### Nazionale
Con la nazionale indonesiana ha partecipato alla Coppa d'Asia 1996.